# Pallone d'oro 1986
L’edizione 1986 del Pallone d'oro, 31ª edizione del premio calcistico istituito dalla rivista francese France Football, fu vinta dal sovietico Igor Belanov (Dinamo Kiev).
I giurati che votarono furono 26, provenienti da Austria, Belgio, Bulgaria, Cecoslovacchia, Danimarca, Finlandia, Francia, Germania Est, Germania Ovest, Grecia, Inghilterra, Irlanda, Italia, Jugoslavia, Lussemburgo, Paesi Bassi, Polonia, Portogallo, Romania, Scozia, Spagna, Svezia, Svizzera, Turchia, Ungheria e Unione Sovietica.

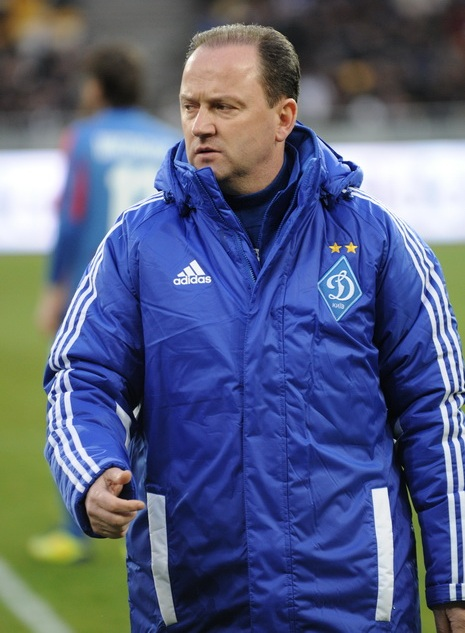
Igor Belanov, vincitore del Pallone d'oro 1986